# Будагупта
Будагупта (санскр. बुधगुप्त) – правитель імперії Гуптів. 

## Життєпис
Був сином Пуругупти. Мав тісні стосунки з правителями Каннауджа та, разом з ними, прагнув узяти до своїх рук владу над гунами, які проживали на родючих рівнинах північної Індії.